# Nižná (okres Piešťany)
Nižná je obec na Slovensku přibližně 13 km jihozápadně od města Piešťany. Žije zde 545 obyvatel. Katastrem protéká potok Výtek, přítok Dudváhu.
První písemná zmínka pochází z roku 1532 pod názvem Nysnia.
V obci stojí římskokatolický kostel svatého Štěpána Krále z roku 1682. Kostel byl v letech 1899–1900 přestavěn.